# Maratón de Londres

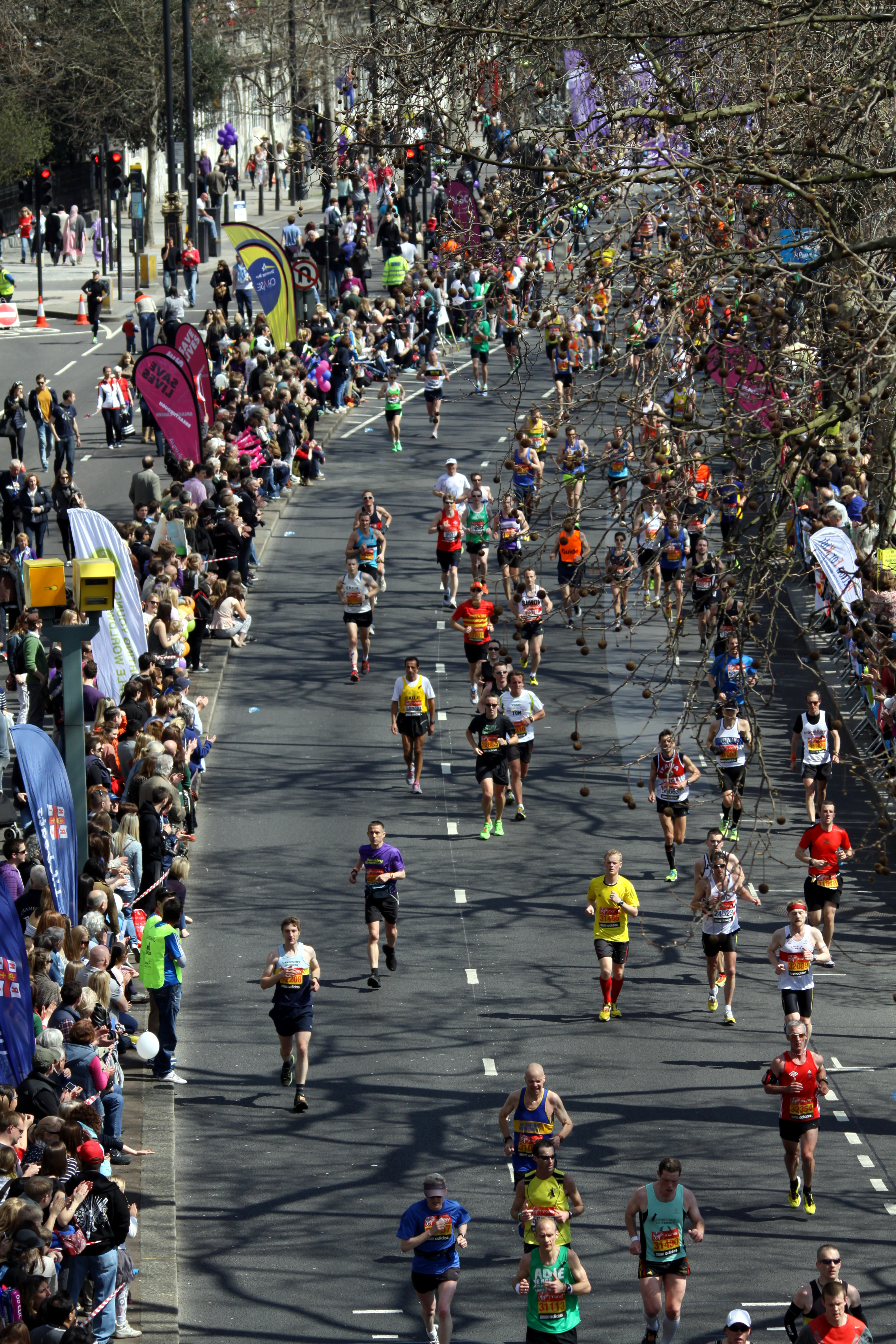
Maratón de Londres de 2013.

La maratón de Londres se celebra anualmente desde 1981 en la ciudad de Londres, capital de Reino Unido. Junto con las maratones de Boston, Nueva York, Berlín, Chicago, Tokio, la de los Juegos Olímpicos y la del Campeonato Mundial, es una de las más importantes del mundo.
El fundador de esta maratón fue Chris Brasher, antiguo campeón olímpico de atletismo y famoso deportista, que se inspiró en la maratón de Nueva York. Cabe destacar la inusual labor de la competición para recaudar dinero con fines caritativos, superior al resto de maratones. Según la organización en la edición de 2006 se recaudó la cifra más elevada del mundo con fines benéficos, que ascendió a 41,5 millones de libras esterlinas, de un montante total de 315 millones de libras que se recaudaron con fines benéficos.

## Palmarés masculino

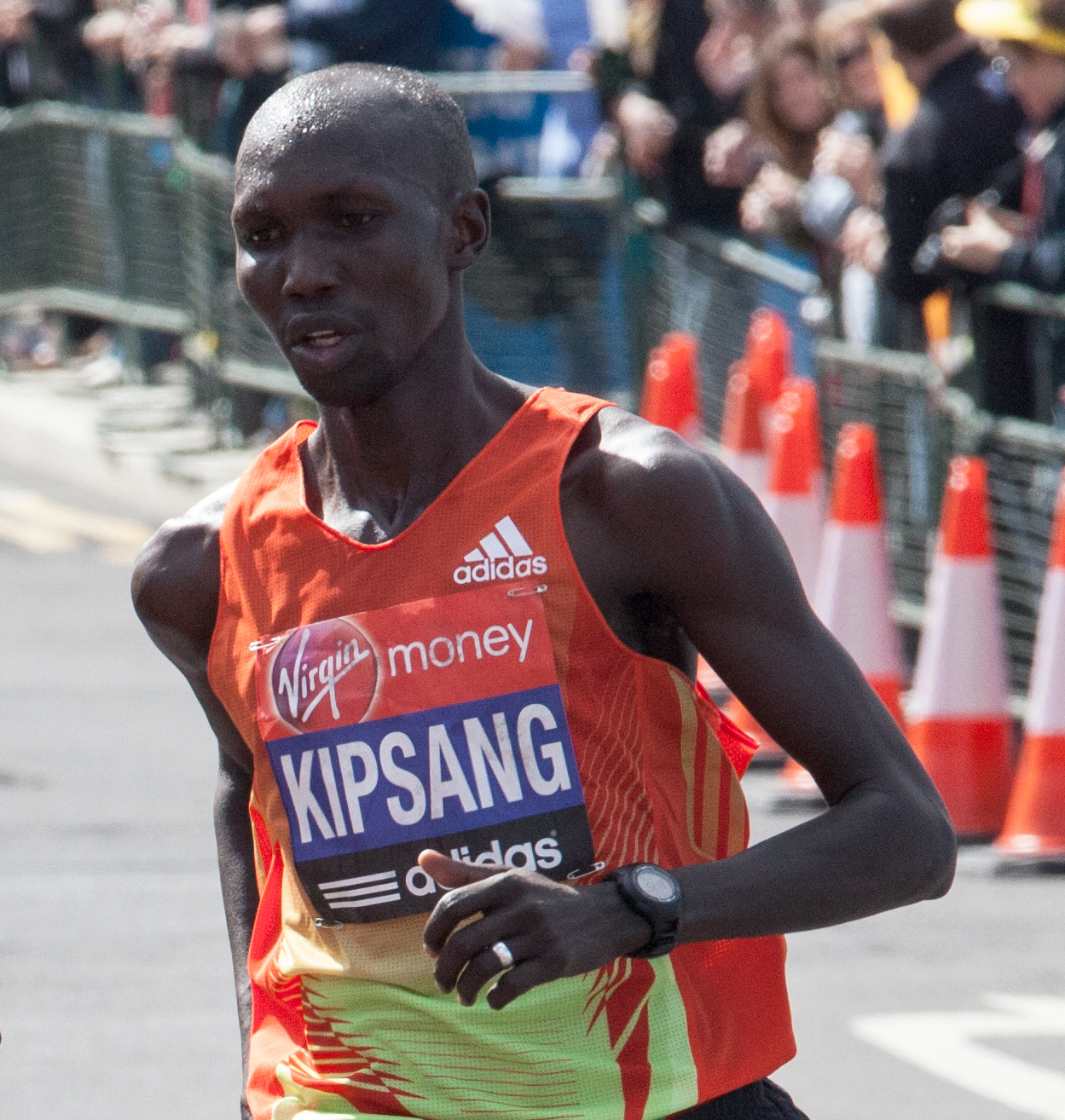
Wilson Kipsang Kiprotich en el maratón de Londres de 2012.

Récord de la prueba
| Año  | Ganador                    | Nacionalidad    | Registro (h:m:s) |
| ---- | -------------------------- | --------------- | ---------------- |
| 1981 | Dick Beardsley             | Estados Unidos  | 2:11:48          |
| 1981 | Inge Simonsen              | Noruega         | 2:11:48          |
| 1982 | Hugh Jones                 | Reino Unido     | 2:09:24          |
| 1983 | Mike Gratton               | Reino Unido     | 2:09:43          |
| 1984 | Charlie Spedding           | Reino Unido     | 2:09:57          |
| 1985 | Steve Jones                | Reino Unido     | 2:08:16          |
| 1986 | Toshihiko Seko             | Japón           | 2:10:02          |
| 1987 | Hiromi Taniguchi           | Japón           | 2:09:50          |
| 1988 | Henrik Jørgensen           | Dinamarca       | 2:10:20          |
| 1989 | Douglas Wakiihuri          | Kenia           | 2:09:03          |
| 1990 | Allister Hutton            | Reino Unido     | 2:10:10          |
| 1991 | Yakov Tolstikov            | Unión Soviética | 2:09:17          |
| 1992 | António Pinto              | Portugal        | 2:10:02          |
| 1993 | Eamonn Martin              | Reino Unido     | 2:10:50          |
| 1994 | Dionicio Cerón             | México          | 2:08:53          |
| 1995 | Dionicio Cerón             | México          | 2:08:30          |
| 1996 | Dionicio Cerón             | México          | 2:10:00          |
| 1997 | António Pinto              | Portugal        | 2:07:5           |
| 1998 | Abel Antón                 | España          | 2:07:57          |
| 1999 | Abdelkader El Mouaziz      | Marruecos       | 2:07:57          |
| 2000 | António Pinto              | Portugal        | 2:06:36          |
| 2001 | Abdelkader El Mouaziz      | Marruecos       | 2:07:09          |
| 2002 | Khalid Khannouchi          | Estados Unidos  | 2:05:38          |
| 2003 | Gezahegne Abera            | Etiopía         | 2:07:56          |
| 2004 | Evans Rutto                | Kenia           | 2:06:18          |
| 2005 | Martin Lel                 | Kenia           | 2:07:35          |
| 2006 | Felix Limo                 | Kenia           | 2:06:39          |
| 2007 | Martin Lel                 | Kenia           | 2:07:41          |
| 2008 | Martin Lel                 | Kenia           | 2:05:15          |
| 2009 | Samuel Wanjiru             | Kenia           | 2:05:10          |
| 2010 | Tsegaye Kebede             | Etiopía         | 2:05:19          |
| 2011 | Emmanuel Kipchirchir Mutai | Kenia           | 2:04:40          |
| 2012 | Wilson Kipsang Kiprotich   | Kenia           | 2:04:44          |
| 2013 | Tsegaye Kebede             | Etiopía         | 2:06:04          |
| 2014 | Wilson Kipsang Kiprotich   | Kenia           | 2:04:29          |
| 2015 | Eliud Kipchoge             | Kenia           | 2:04:42          |
| 2016 | Eliud Kipchoge             | Kenia           | 2:03:05          |
| 2017 | Daniel Wanjiru             | Kenia           | 2:05:48          |
| 2018 | Eliud Kipchoge             | Kenia           | 2:04:27          |
| 2019 | Eliud Kipchoge             | Kenia           | 2:02:37          |
| 2020 | Shura Kitata Tola          | Etiopía         | 2:05:58          |
| 2021 | Sisay Lemma                | Etiopía         | 2:04:01          |
| 2022 | Amos Kipruto               | Kenia           | 2:04:39          |
| 2023 | Kelvin Kiptum              | Kenia           | 2:01:25          |
| 2024 | Alexander Mutiso           | Kenia           | 2:04:01          |
| 2025 | Sabastian Sawe             | Kenia           | 2:02:27          |

## Palmarés femenino

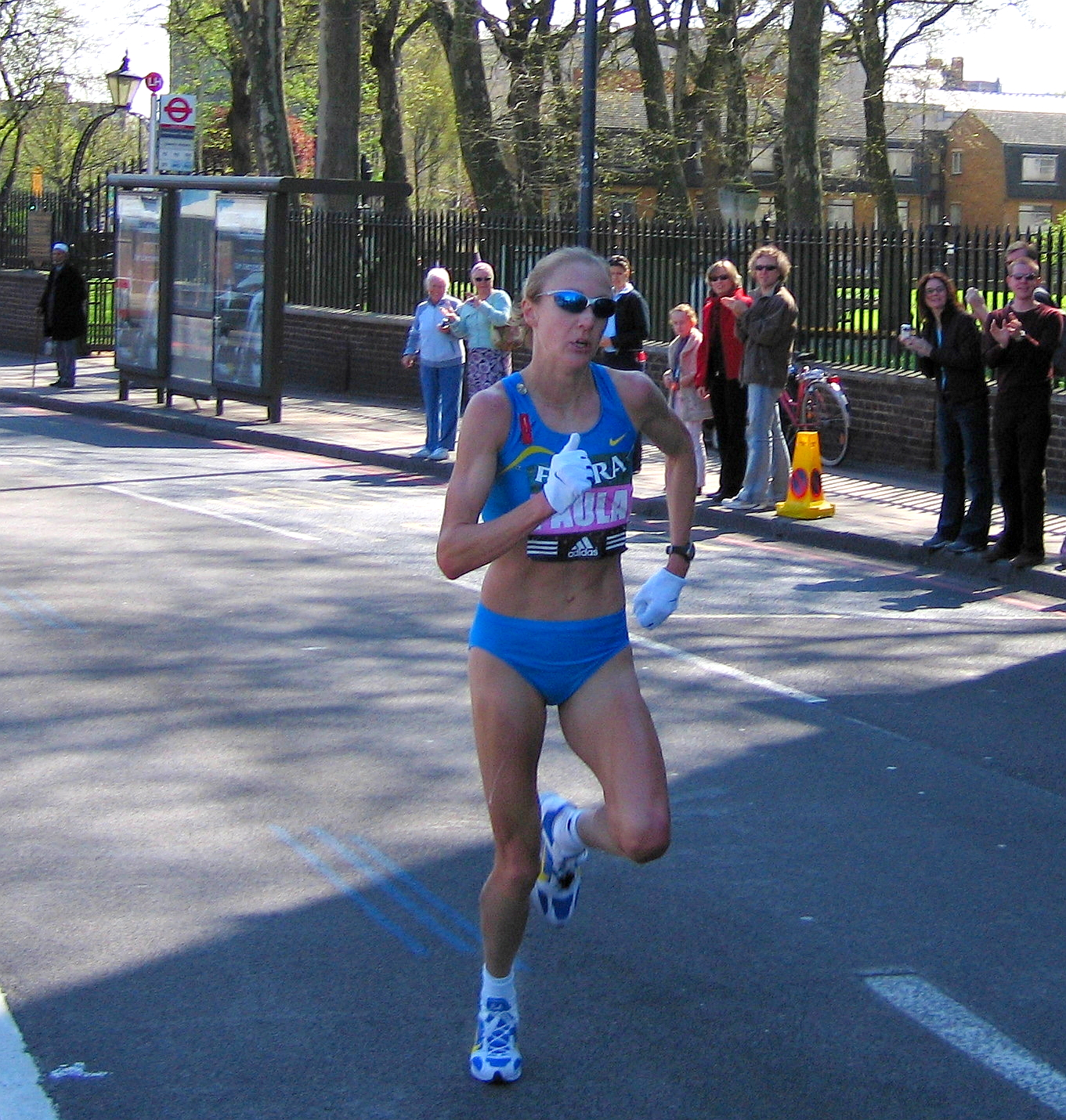
Paula Radcliffe en el maratón de Londres de 2005.

Récord de la prueba
| Año  | Ganadora            | Nacionalidad   | Registro (h:m:s) |
| ---- | ------------------- | -------------- | ---------------- |
| 1981 | Joyce Smith         | Reino Unido    | 2:29:57          |
| 1982 | Joyce Smith         | Reino Unido    | 2:29:43          |
| 1983 | Grete Waitz         | Noruega        | 2:25:29          |
| 1984 | Ingrid Kristiansen  | Noruega        | 2:24:26          |
| 1985 | Ingrid Kristiansen  | Noruega        | 2:21:06          |
| 1986 | Grete Waitz         | Noruega        | 2:24:54          |
| 1987 | Ingrid Kristiansen  | Noruega        | 2:22:48          |
| 1988 | Ingrid Kristiansen  | Noruega        | 2:25:41          |
| 1989 | Véronique Marot     | Reino Unido    | 2:25:56          |
| 1990 | Wanda Panfil        | Polonia        | 2:26:31          |
| 1991 | Rosa Mota           | Portugal       | 2:26:14          |
| 1992 | Katrin Dörre-Heinig | Alemania       | 2:29:39          |
| 1993 | Katrin Dörre-Heinig | Alemania       | 2:27:09          |
| 1994 | Katrin Dörre-Heinig | Alemania       | 2:32:34          |
| 1995 | Małgorzata Sobańska | Polonia        | 2:27:43          |
| 1996 | Liz McColgan        | Reino Unido    | 2:27:54          |
| 1997 | Joyce Chepchumba    | Kenia          | 2:26:51          |
| 1998 | Catherina McKiernan | Irlanda        | 2:26:26          |
| 1999 | Joyce Chepchumba    | Kenia          | 2:23:22          |
| 2000 | Tegla Loroupe       | Kenia          | 2:24:33          |
| 2001 | Derartu Tulu        | Etiopía        | 2:23:57          |
| 2002 | Paula Radcliffe     | Reino Unido    | 2:18:56          |
| 2003 | Paula Radcliffe     | Reino Unido    | 2:15:25          |
| 2004 | Margaret Okayo      | Kenia          | 2:22:35          |
| 2005 | Paula Radcliffe     | Reino Unido    | 2:17:42          |
| 2006 | Deena Kastor        | Estados Unidos | 2:19:35          |
| 2007 | Zhou Chunxiu        | China          | 2:20:38          |
| 2008 | Irina Mikitenko     | Alemania       | 2:24:14          |
| 2009 | Irina Mikitenko     | Alemania       | 2:22:11          |
| 2010 | Liliya Shobukhova   | Rusia          | 2:22:00          |
| 2011 | Mary Keitany        | Kenia          | 2:19:19          |
| 2012 | Mary Keitany        | Kenia          | 2:18:37          |
| 2013 | Priscah Jeptoo      | Kenia          | 2:20:15          |
| 2014 | Edna Kiplagat       | Kenia          | 2:20:21          |
| 2015 | Tigist Tufa         | Etiopía        | 2:23:21          |
| 2016 | Jemima Sumgong      | Kenia          | 2:22:58          |
| 2017 | Mary Keitany        | Kenia          | 2:17:01          |
| 2018 | Vivian Cheruiyot    | Kenia          | 2:18:31          |
| 2019 | Brigid Kosgei       | Kenia          | 2:18:20          |
| 2020 | Brigid Kosgei       | Kenia          | 2:18:58          |
| 2021 | Joyciline Jepkosgei | Kenia          | 2:17:43          |
| 2022 | Yalemzerf Yehualaw  | Etiopía        | 2:17:26          |
| 2023 | Sifan Hassan        | Países Bajos   | 2:18:33          |
| 2024 | Peres Jepchirchir   | Kenia          | 2:16:16          |
| 2025 | Tigst Assefa        | Etiopía        | 2:15:50          |